# NGC 130
NGC 130 este o galaxie lenticulară situată în constelația Peștii, membră a grupului NGC 128. A fost descoperită în 4 noiembrie 1850 de către Bindon Stoney.